# Église des Grands-Carmes de Metz
Pour l’article homonyme, voir église des Grands-Carmes (Marseille).
L’église des Grands-Carmes est un ancien édifice religieux catholique situé dans la commune française de Metz et le département de la Moselle (France). De l'église construite à la fin du XIVe siècle il ne reste aujourd'hui que des ruines.

## Localisation
L’église se situe dans le quartier de l’Ancienne Ville à Metz, rue Marchant.

## Construction et aménagements
L’église des Carmes est construite à la fin du XIVe siècle, par l’architecte de la cathédrale, Pierre Perrat, mort en 1400. La construction de l'église s'est terminée en 1415. Elle a été remaniée vers la seconde moitié du XVe siècle.
De l'église originelle, il ne reste que des ruines pittoresques.
Certains éléments remarquables ont été récupérés par Alexandre Lenoir avant la destruction en 1818 et ont été réutilisés pour construire la chapelle du château de Mont-l'Évêque sur laquelle ils sont encore visible aujourd'hui. Lenoir intègre par ailleurs un morceau de la flèche du clocher au monument funéraire d'Héloïse et Abélard (cimetière du Père-Lachaise, Paris).

## Affectations successives
Actuellement, l’édifice est en ruine. Il ne reste qu'une travée de l’église des Carmes.
L’église des Grands-Carmes fait l’objet d’un classement au titre des monuments historiques depuis 1929.